# Jacob Koch
Jacob Koch (* in Edersleben; † 1638 in Wittenberg) war ein deutscher Mediziner und kursächsischer Leibarzt.

## Leben und Wirken
Jacob Koch wurde in Edersleben, Sachsen-Anhalt, geboren. Sein akademischer Weg begann 1585 an der Universität Jena, gefolgt von einer Einschreibung an der Universität Wittenberg im Jahr 1586. Erst 1594 ist Koch wieder als Adjunkt und Autor an der Universität Wittenberg dokumentiert. Seine Promotion zum Dr. med. erfolgte am 13. Dezember 1597. Ab 1603 bekleidete er den dritten medizinischen Lehrstuhl in Wittenberg.
Am 30. September 1597 disputierte Koch als Magister Jacobus Cocus aus Edersleben gemeinsam mit Johannes Georg Magnus in Wittenberg über „De angina“ unter dem Vorsitz von Ernst Hettenbach.
Am 1. November 1605 wurde er vom Kurfürsten Christian II. in Vormundschaft seiner Brüder Johann Georg und August zum Leibarzt bestellt. Aufgrund des teureren Lebens in Dresden im Vergleich zu Wittenberg und der Aufgabe seiner Praxis erhielt er neben seinem Gehalt zusätzliche Unterstützungen, darunter fünf Schragen Hartholz und 2000 Florin für den Umzug und andere Notwendigkeiten.
Seine Bestallung wurde am 26. Februar 1610 durch Herzog August erneuert, wobei er neben dem Herzog auch dessen Edelknaben medizinisch versorgen sollte. Diese Bestallung war insofern ungewöhnlich, als Koch auch das Privileg erhielt, mit dem Herzog zu speisen – ein Privileg, das Leibärzten normalerweise nicht zustand. Sein Gehalt war jedoch mit 150 Florin pro Quartal ungewöhnlich niedrig.
Kurfürst Christian II. und August erneuerten am 8. August 1611 seine Bestallung. Neben einem regulären Gehalt von 500 Florin standen ihm zehn Schragen Buchenholz und ein Mietzuschuss von 90 Florin zu. Koch wurde am 21. Dezember 1611 zusammen mit seinem Kollegen Andreas Dörer vereidigt und als Leibmedicus bezeichnet.
Jacob Koch verstarb 1638 in Wittenberg.